# 托巴澳小鱂
托巴澳小鱂，為輻鰭魚綱鯉齒目鰕鱂亞目溪鱂科的其中一種，為熱帶淡水魚，分布於南美洲阿根廷Bermejo河下游流域，體長可達4.2公分，棲息在底中層水域，生活習性不明。

## 擴展閱讀
維基物種上的相關：托巴澳小鱂